# Onthophagus chryses
Onthophagus chryses là một loài bọ cánh cứng trong họ Bọ hung (Scarabaeidae).